# Yaoundékonventionen
Yaoundékonventionen var en associeringsaftale mellem EF og 18 tidligere kolonier i Afrika sammlet i organisationen AASM (associerede afrikanske stater og Madagaskar). Aftalen blev undertegnet i Yaoundé, Cameroun  i 1963 (og med ASMM)  (de afrikanske stater, Madagaskar og Mauritius) i 1969). I 1975 blev den erstattet af Lomé-aftalen.